# Columnea ringens
Columnea ringens är en tvåhjärtbladig växtart som beskrevs av Eduard August von Regel. Columnea ringens ingår i släktet Columnea och familjen Gesneriaceae. Inga underarter finns listade i Catalogue of Life.